# Olive Gray
Olive Gray (Londres, Inglaterra, 16 de diciembre de 1994) es una persona profesional de la actuación. Sus padres son los jueces y cantantes de Fame Academy David y Carrie Grant.  Se le conoce por interpretar a Mia Stone en la serie de televisión infantil Half-Moon Investigations, basada en el libro de Eoin Colfer en 2009.

## Biografía
Sus padres son los jueces y cantantes de Fame Academy David Grant y Carrie Grant, y además tiene tres hermanos, Tylan, Arlo, y Nathan. A Gray le diagnosticaron trastorno por déficit de atención con hiperactividad (TDAH) cuando era adolescente, además de tener dispraxia y dislexia, y sus hermanos también tienen dificultades de aprendizaje. Estudió en el Queenswood School, en Hertfordshire y luego completó su educación al estudiar teatro en Guildhall School of Music and Drama, donde se graduó en 2016.
En 2005 hizo su debut en la interpretación con una aparición en la popular serie de televisión The Story of Tracy Cubilete como Alice. En 2007 y 2008 apareció en la serie británica EastEnders como Bernadette Logan, una chica que acosaba a Abi Branning (Lorna Fitzgerald). En 2009 tuvo un papel importante interpretando a Mia Stone, en la serie de televisión Half Moon Investigations.
En 2016, Grant interpretó a una chica de yoga en Fleabag de la BBC. Apareció en un episodio de la comedia Uncle en 2017 donde interpretó el papel de Anna. También hizo el papel de Miranda Keyes en la serie Halo de Paramount+ en 2022. En junio de 2023, dio vida al personaje de Molly en la nueva obra de teatro Spy for Spy, también protagonizada por Amy Lennox en Riverside Studios.

## Vida personal
Gray se identifica como persona de género no binario y queer y utiliza el pronombre neutro they, equivalente al elle en español.

## Filmografía

### Cine
| Año  | Título            | Papel | Notas        | Ref. |
| ---- | ----------------- | ----- | ------------ | ---- |
| 2018 | Teen Spirit       | Lisa  |              |      |
| 2020 | Sulphur and White | Zara  |              |      |
| 2020 | Double Tap        |       | Cortometraje |      |
| 2020 | Rose              | Amber |              |      |

### Televisión
| Año       | Título                            | Papel                    | Notas                         | Ref.   |
| --------- | --------------------------------- | ------------------------ | ----------------------------- | ------ |
| 2006      | The Story of Tracy Beaker         | Alice                    | Papel regular; 11 episodios   |        |
| 2007-2008 | EastEnders                        | Bernadette               | Papel recurrente; 8 episodios |        |
| 2009      | Half Moon Investigations          | Mia Stone                | Papel regular; 13 episodios   |        |
| 2016      | Fleabag                           | Yoga Girl #2             | Temporada 1, episodio 2       |        |
| 2017      | Uncle                             | Anna                     | Episodio «Bringing Sexy Back» |        |
| 2017      | Year Million                      | Jess                     | Papel regular; 5 episodios    |        |
| 2018      | Home from Home                    | Petra Dillon             | Papel regular; 6 episodios    |        |
| 2018-2020 | Save Me                           | Grace                    | Papel recurrente; 7 episodios |        |
| 2019      | Sex Education                     | Kate                     | Temporada 1, episodio 2       |        |
| 2019      | Pure                              | Helen                    | Papel recurrente; 2 episodios |        |
| 2019      | Dark Money                        | Jess Mensah              | Papel regular; 4 episodios    |        |
| 2022-2024 | Halo                              | Comandante Miranda Keyes | Papel regular; 14 episodios   | [ 7 ]  |
| 2024      | Kidnapped: The Chloe Ayling Story | Amber                    | Personaje regular             | [ 11 ] |
| —         | Reunion                           | Anna                     | Filmándose                    | [ 12 ] |

### Teatro
| Año  | Título      | Papel | Teatro            |
| ---- | ----------- | ----- | ----------------- |
| 2023 | Spy for Spy | Molly | Riverside Studios |